# Mohad Abdikadar Sheik Ali
Mohad Abdikadar Sheik Ali (né le 12 juin 1993 à Beled Hawo en Somalie) est un athlète italien spécialiste du demi-fond.
Il mesure 1,69 m pour 58 kg et appartient au club de l'Aeronautica militare.
Il débute sous le maillot bleu aux Championnats d'Europe juniors de Tallinn, tout juste après avoir acquis la nationalité italienne (mai 2011). Il habite à Sezze depuis son arrivée en Italie en janvier 2006. Sa famille provient d'une zone de conflit et s'est réfugiée en Italie. Il est champion d'Italie en 2014 sur 1 500 m, titre qu'il confirme en 2015 à Turin.

## Palmarès
| Date | Compétition                   | Lieu      | Résultat | Épreuve | Performance   |
| ---- | ----------------------------- | --------- | -------- | ------- | ------------- |
| 2012 | Championnats du monde juniors | Barcelone | 11e      | 1 500 m | 3 min 53 s 74 |
| 2015 | Championnats d'Europe espoirs | Tallinn   | 2e       | 1 500 m | 3 min 44 s 91 |

## Records personnels
| Épreuve | Temps         | Lieu      | Date        |
| ------- | ------------- | --------- | ----------- |
| 800 m   | 1 min 48 s 43 | Salzbourg | 24 mai 2014 |
| 1 500 m | 3 min 36 s 54 | Rome      | 30 mai 2018 |